# Alastramento urbano

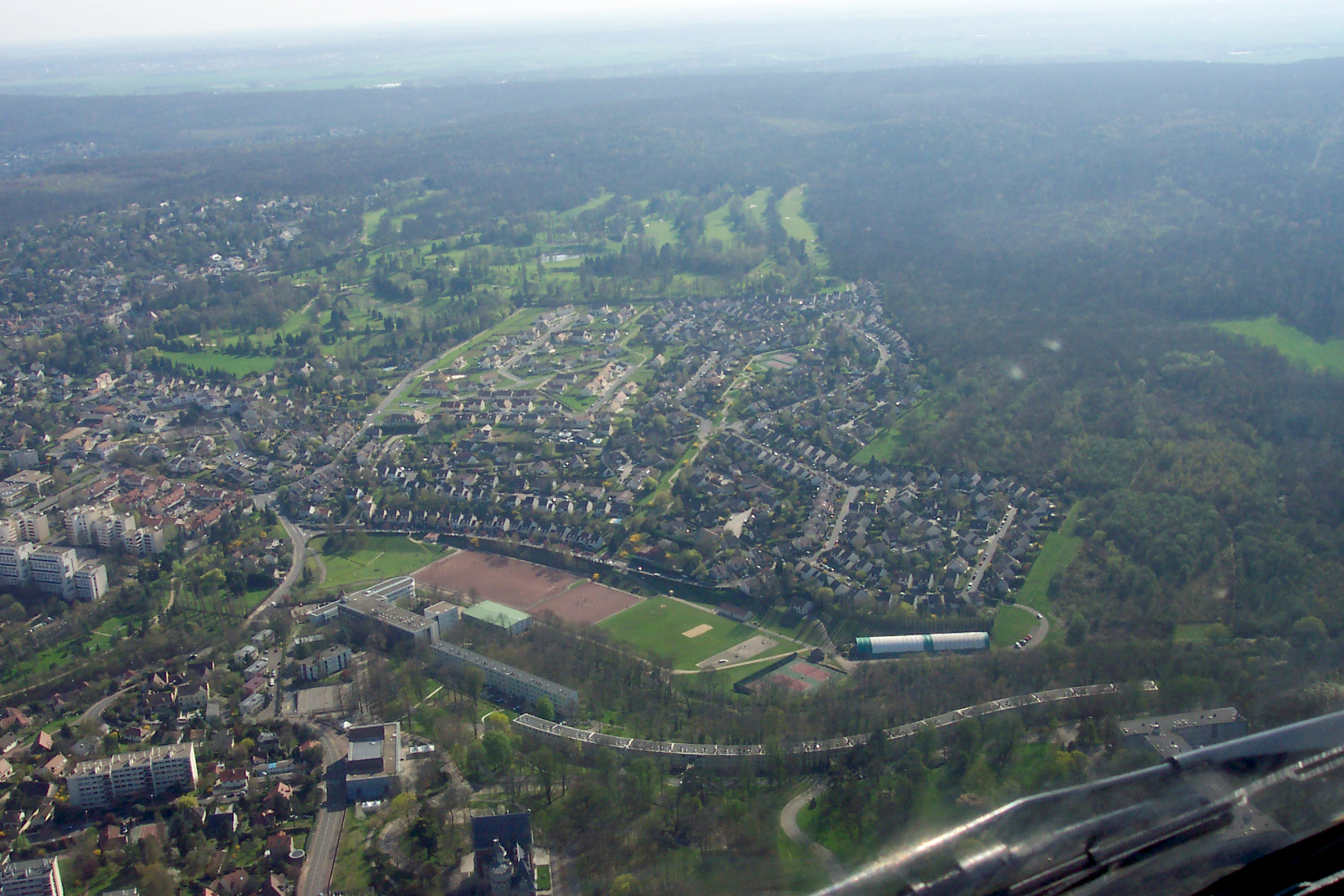
Alastramento urbano próximo a Paris

Alastramento urbano, alastramento suburbano ou espalhamento urbano é a expansão de uma cidade e seus subúrbios sobre a área rural às margens de uma área urbana. Residentes de bairros alastrados tendem a viver em casas unifamiliares e deslocar-se de automóvel ao trabalho. Baixa densidade de população é um indicador de alastramento. Planejadores urbanos enfatizam os aspectos qualitativos do alastramento tais como a carência de opções de transporte e vizinhanças propícias aos pedestre. Conservacionistas tendem a focar na quantidade de terra que foi urbanizada pelo alastramento.
O termo alastramento urbano geralmente tem conotações negativas devido às questões ambientais e de saúde que o alastramente cria. Residentes de bairros alastrados tendem a emitir mais poluição por pessoa e sofrer mais acidentes de trânsito. O alastramento é polêmico, com apoiadores alegando que os consumidores preferem bairros de baixa densidade e que o alastramento não necessariamente aumenta o tráfego. O alastramento está também ligado à obesidade, já que caminhar e andar de bicicleta não são opções viáveis para se deslocar de casa ao trabalho. O alastramento impacta negativamente a quantidade e qualidade da terra e da água e pode estar ligado ao declínio do capital social.